# The Kid from Cleveland
The Kid from Cleveland è un film del 1949 diretto da Herbert Kline.

## Trama
L'adolescente Johnny Barrows si intrufola nello stadio di baseball dei Cleveland Indians e, sostenendo di essere un orfano, fa amicizia con i membri della squadra e col giornalista Mike Jackson. Quando Mike e gli Indians scoprono che in realtà la situazione familiare di Johnny è molto travagliata decidono di operarsi per aiutare il ragazzo.